# Himalaya Filmfestival
Het Himalaya Filmfestival vindt jaarlijks plaats in de Nederlandse stad Amstelveen sinds 2003 en wordt georganiseerd op de locatie van de Vrije Universiteit Amsterdam. De doelstelling van het filmfestival is documentaires, films en video's uit de Himalaya-regio te promoten, waartoe Tibet, Nepal en Bhutan wordt gerekend, maar ook Indiase regio's als Ladakh en Sikkim.
Het filmfestival wordt gesponsord door het bedrijfsleven en naast de vertoning van films worden er evenementen georganiseerd, zoals een kleine boekenbeurs. Verder worden auteurs, eigenaren en distributeurs uitgenodigd, zodat zij en de kijkers de mogelijkheid hebben om meningen uit te wisselen.
Sinds 2006 wordt er ook jaarlijks een Himalaya Film Festival georganiseerd in Tokio.

## Films op het festival
Films op het festival waren onder andere:
- 2004: Het verboden elftal van Rasmus Dinesen en Arnold Krøjgaard
- 2004: Tibet: Cry of the Snow Lion van Tom Peosay
- 2004: Travellers and Magicians van Khyentse Norbu
- 2005: The Spirit Doesn't Come Anymore van Tsering Rhitar
- 2007: Trials of Telo Rinpoche van Ritu Sarin en Tenzin Sönam
- 2007: Dreaming Lhasa van Ritu Sarin en Tenzin Sönam
- 2007: The Reincarnation of Khensur Rinpoche van Ritu Sarin en Tenzin Sönam
- 2007: The Shadow Circus: The CIA in Tibet van Ritu Sarin en Tenzin Sönam
- 2007: Valley of Flowers van Pan Nalin
- 2007: Refuge van John Halpern
- 2008: 10 Questions for the Dalai Lama van Rick Ray
- 2009: A Year in Tibet van Sun Shuyun